# هرسباخ
هرسباخ (به آلمانی: Herresbach) یک شهر در آلمان است که در ماین-کبلنتس واقع شده‌است. هرسباخ ۴۶۴ نفر جمعیت دارد.